# St. Mariä Himmelfahrt (Klütz)

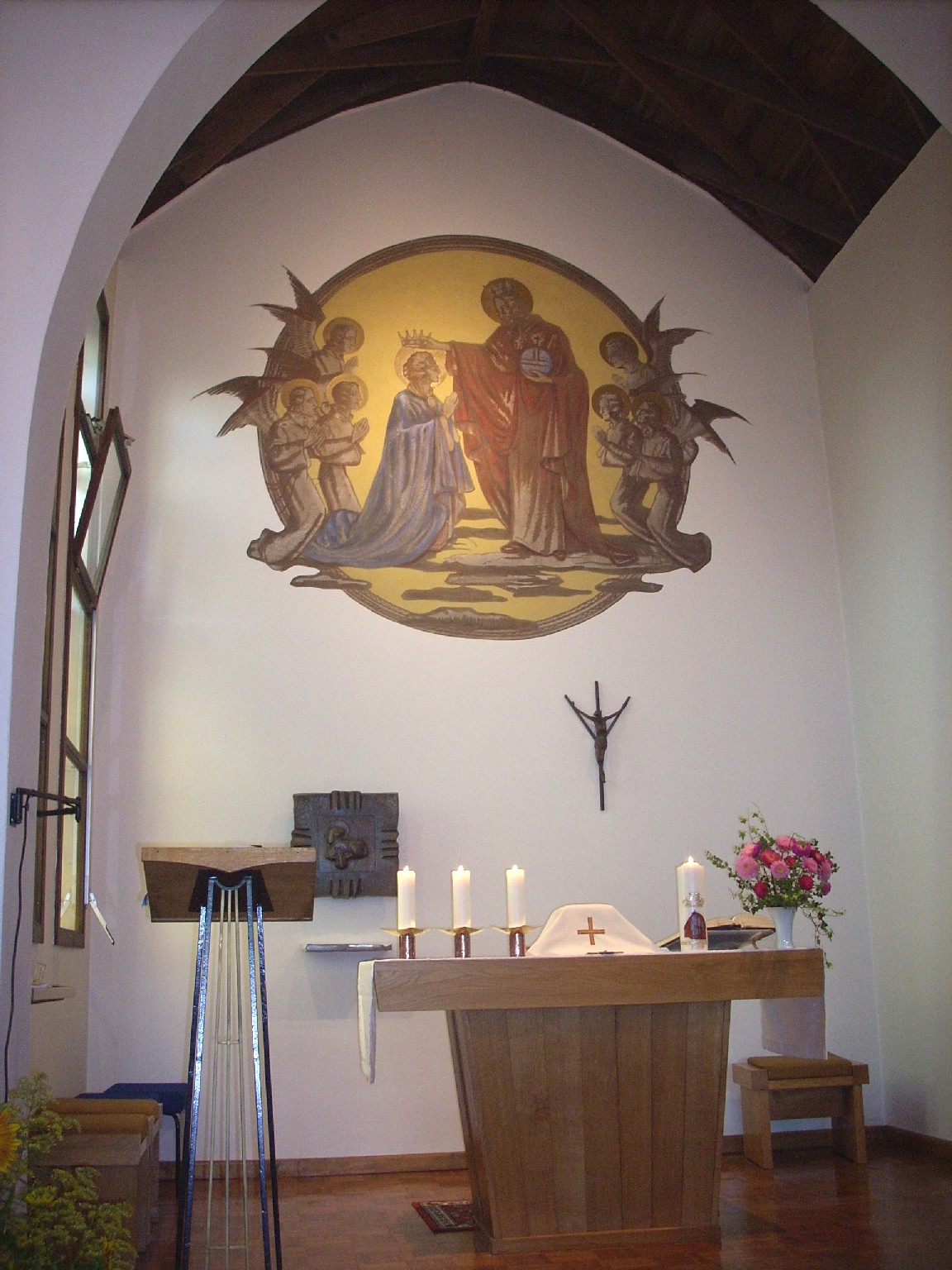
Inneres mit Marienkrönung

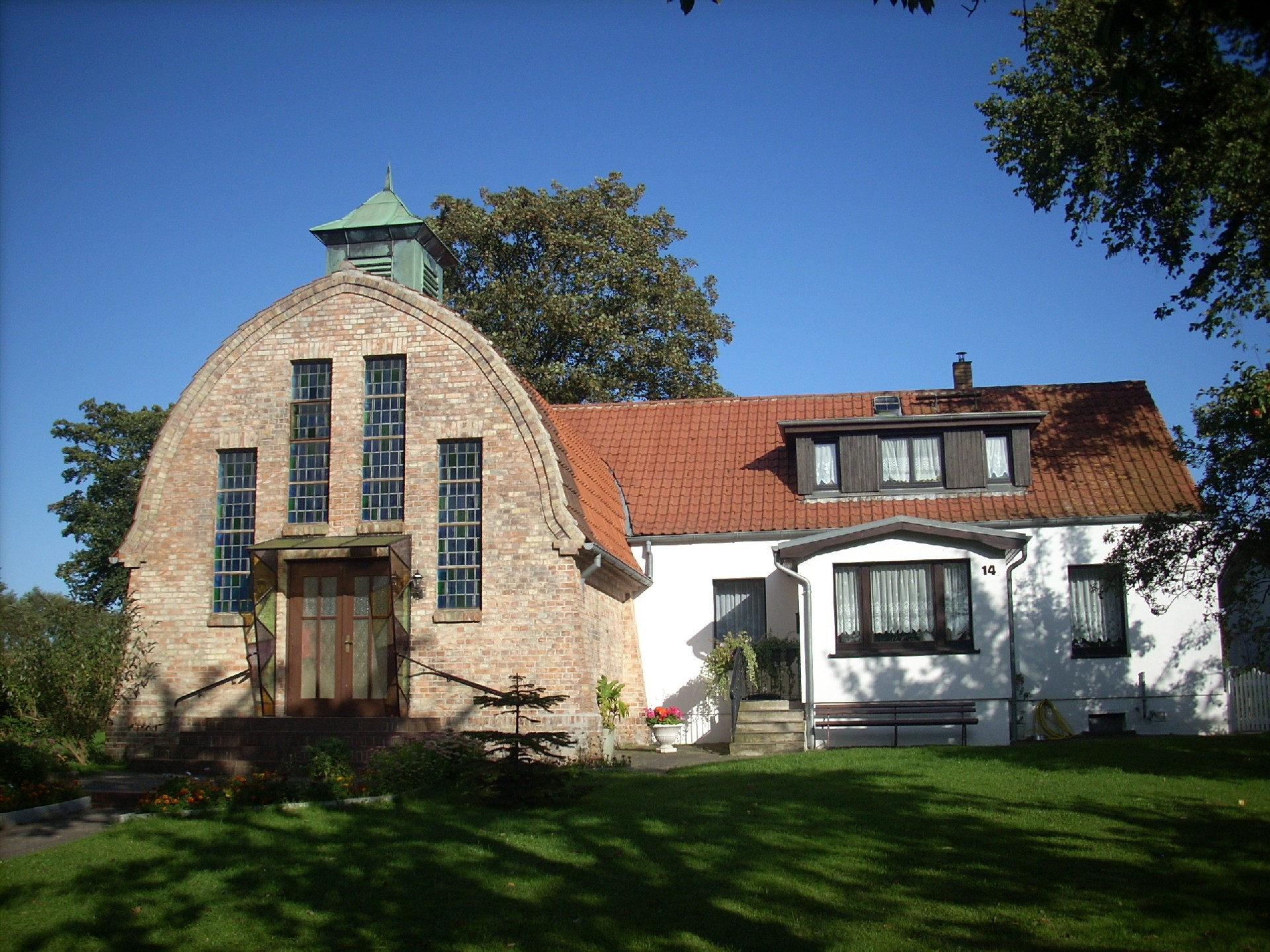
Kirche und Gemeindezentrum

Die katholische Kirche St. Mariä Himmelfahrt am östlichen Ortsrand von Klütz ist eine Filialkirche der Pfarrei Sel. Niels Stensen in Grevesmühlen.
Die kleine Diasporakirche entstand 1932 als schlichter Saalbau mit Tonnengewölbe. Sie erhielt das Patrozinium Mariä Aufnahme in den Himmel. Im Inneren ist die Darstellung der Marienkrönung an der Altarwand bemerkenswert.
An der Entstehung der katholischen Seelsorgsstelle in Klütz und am Kirchbau hatte die konvertierte Reichsgräfin von Bothmer Mary Collingwood von Bothmer entscheidenden Anteil. Gottesdienste wurden seit 1915 in einer Klützer Gastwirtschaft, seit 1918 im Schloss Bothmer, seit 1925 in der Friedhofskapelle gehalten, bis 1932 die heutige Kirche entstand.
Die Kirche und die Umstände ihrer Erbauung werden auch in Uwe Johnsons Jahrestagen thematisiert.